# A.P. Henriksen
Anders Peder Henriksen (født 30. september 1865 i Egeskov Mark, Kværndrup, død 1. januar 1939 i Odense) var en dansk borgmester i Odense Kommune fra 1919 til 1925, valgt for Det Konservative Folkeparti.
Henriksen havde drevet egen advokatvirksomhed i byen siden 1892. Han blev borgmester i sommeren 1919, da den hidtidige borgmester J.L. Christensen døde pludseligt. Forud for byrådsvalget i 1929 trak Henriksen sig tilbage, og ny borgmester efter valget blev H. Chr. Petersen.

## Familie
A.P. Henriksens søn Asger Preben Knud Wissing Henriksen var gift to gange, først med Emma Neergaard Rasmussen (1935-40), dernæst med Vivian van Deurs, med hvem han fik datteren Birgitte.